# Spanischer Marsch
Der Spanische Marsch ist ein Marsch von Johann Strauss Sohn (op. 433). Das Werk wurde an einem nicht überlieferten Ort im Jahr 1888 erstmals aufgeführt.